# Halowe Mistrzostwa Świata w Lekkoatletyce 2004 – pchnięcie kulą mężczyzn
Pchnięcie kulą mężczyzn – jedna z konkurencji rozgrywanych podczas halowych mistrzostw świata w lekkoatletyce w 2004. Kwalifikacje odbyły się 6 marca, a finał został rozegrany 7 marca.
Do kwalifikacji zgłoszonych zostało 22 zawodników z 19 państw.
Zawody w tej konkurencji wygrał reprezentant Stanów Zjednoczonych Christian Cantwell. Drugą pozycję zajął zawodnik także ze Stanów Zjednoczonych Reese Hoffa, trzecią zaś reprezentujący Danię Joachim Olsen.

## Wyniki

### Kwalifikacje
Źródło: 
Grupa A
| Miejsce | Zawodnik            | Państwo           | Podejście | Podejście | Podejście | Wynik | Uwagi |
| Miejsce | Zawodnik            | Państwo           | #1        | #2        | #3        | Wynik | Uwagi |
| ------- | ------------------- | ----------------- | --------- | --------- | --------- | ----- | ----- |
| 1.      | Jurij Biłonoh       | Ukraina           | 20,79     | –         | –         | 20,79 | SB    |
| 2.      | Christian Cantwell  | Stany Zjednoczone | X         | 20,41     | 20,77     | 20,77 |       |
| 3.      | Carl Myerscough     | Wielka Brytania   | 19,20     | 19,74     | 20,41     | 20,41 |       |
| 4.      | Andrej Michniewicz  | Białoruś          | 19,69     | 20,41     | X         | 20,41 |       |
| 5.      | Tomasz Majewski     | Polska            | 20,28     | X         | 20,04     | 20,28 | PB    |
| 6.      | Ralf Bartels        | Niemcy            | X         | 19,62     | 19,93     | 19,93 |       |
| 7.      | Rutger Smith        | Holandia          | X         | X         | 19,67     | 19,67 |       |
| 8.      | Marco Antonio Verni | Chile             | 19,61     | X         | X         | 19,61 | SB    |
| 9.      | Iwan Juszkow        | Rosja             | 18,78     | 19,34     | 19,55     | 19,55 |       |
| 10.     | Ivan Emilianov      | Mołdawia          | X         | 17,47     | 17,29     | 17,47 | SB    |
| –       | Alexis Paumier      | Kuba              | X         | X         | X         | NM    |       |

Grupa B
| Miejsce | Zawodnik                 | Państwo           | Podejście | Podejście | Podejście | Wynik | Uwagi |
| Miejsce | Zawodnik                 | Państwo           | #1        | #2        | #3        | Wynik | Uwagi |
| ------- | ------------------------ | ----------------- | --------- | --------- | --------- | ----- | ----- |
| 1.      | Manuel Martínez          | Hiszpania         | 20,59     | –         | –         | 20,59 |       |
| 2.      | Reese Hoffa              | Stany Zjednoczone | 19,70     | 20,28     | 20,13     | 20,28 |       |
| 3.      | Joachim Olsen            | Dania             | 19,90     | 20,28     | X         | 20,28 |       |
| 4.      | Zsolt Bíber              | Węgry             | 19,92     | 20,24     | 20,19     | 20,24 |       |
| 5.      | Ville Tiisanoja          | Finlandia         | 20,13     | 20,09     | 20,21     | 20,21 |       |
| 6.      | Miroslav Vodovnik        | Słowenia          | 19,40     | X         | 19,83     | 19,83 |       |
| 7.      | Chalid Habasz as-Suwajdi | Katar             | 19,25     | 19,82     | X         | 19,82 |       |
| 8.      | Janus Robberts           | Południowa Afryka | 19,41     | X         | X         | 19,41 |       |
| 9.      | Pawieł Sofjin            | Rosja             | 19,02     | X         | X         | 19,02 |       |
| 10.     | Dźmitry Hanczaruk        | Białoruś          | 18,24     | X         | X         | 18,24 |       |
| –       | Gheorghe Gușet           | Rumunia           | X         | X         | X         | NM    |       |

### Finał
Źródło: 
| Miejsce | Zawodnik           | Państwo           | Podejście | Podejście | Podejście | Podejście | Podejście | Podejście | Wynik | Uwagi |
| Miejsce | Zawodnik           | Państwo           | #1        | #2        | #3        | #4        | #5        | #6        | Wynik | Uwagi |
| ------- | ------------------ | ----------------- | --------- | --------- | --------- | --------- | --------- | --------- | ----- | ----- |
| 01 !    | Christian Cantwell | Stany Zjednoczone | 20,96     | 21,49     | 20,81     | 20,62     | X         | –         | 21,49 |       |
| 02 !    | Reese Hoffa        | Stany Zjednoczone | 21,07     | X         | 20,36     | 20,52     | 20,82     | X         | 21,07 | PB    |
| 03 !    | Joachim Olsen      | Dania             | 20,27     | 20,95     | 20,33     | 20,99     | 20,72     | 20,39     | 20,99 |       |
| 4.      | Tomasz Majewski    | Polska            | 19,92     | X         | X         | 19,98     | 20,83     | X         | 20,83 | NR    |
| 5.      | Manuel Martínez    | Hiszpania         | X         | 20,79     | 20,60     | X         | X         | 20,33     | 20,79 | SB    |
| 6.      | Andrej Michniewicz | Białoruś          | 20,22     | 20,50     | 20,27     | 20,27     | 19,97     | 20,23     | 20,50 |       |
| 7.      | Carl Myerscough    | Wielka Brytania   | 19,69     | X         | 19,76     | 19,90     | X         | 20,47     | 20,47 |       |
| 8.      | Jurij Biłonoh      | Ukraina           | X         | 20,26     | X         | X         | 20,02     | X         | 20,26 |       |